# Kościół ewangelicko-augsburski w Czarnymlesie
Kościół ewangelicko-augsburski w Czarnymlesie – budowla sakralna położona w miejscowości Czarnylas należąca do parafii ewangelicko-augsburskiej w Kępnie.

## Historia
Obiekt powstał w latach 1889-1900 jako kościół staroluterański. Towarzyszy mu pastorówka wzniesiona w 1900. W okresie II Rzeczypospolitej był on własnością parafii Kościoła Ewangelicko-Luterskiego w Polsce Zachodniej.
Był to drugi kościół ewangelicki w tej miejscowości. Starszą od niego budowlę wzniesioną w latach 1856-1860 i należącą do Kościoła Ewangelicko-Unijnego (parafia erygowana w 1853) przejął po II wojnie światowej Kościół katolicki. Ta świątynia katolicka nosi obecnie nazwę kościoła Najświętszej Marii Panny Niepokalanie Poczętej. Ma kształt eklektyczny, posiada neoromańskie wyposażenie. Za głównym ołtarzem znajduje się witraż z herbem Hohenzollernów.
Istnienie dwóch kościołów protestanckich wiązać należy z genezą Czarnegolasu, początkowo noszącego nazwę Przygodzka Huba. Powstał on w XVI wieku w wyniku napływu dużej liczby protestantów uchodzących przed prześladowaniami głównie ze Śląska. W 1845 we wsi mieszkało 555 ewangelików, 188 katolików i 9 Żydów. W 1880 w gminie Czarnylas mieszkało 902 ewangelików, 118 katolików i 280 analfabetów.
Nieopodal znajduje się kaplica baptystyczna zbudowana w okresie międzywojennym. Po wojnie kaplica przeznaczona została na wiejskie kino. Obecnie mieści się w tym obiekcie biblioteka.

## Architektura
Świątynia zbudowana została w stylu neogotyckim i wieńczy ją wieża o wysokim hełmie. W pobliżu znajduje się pastorówka z „elewacją opartą na zestawieniu tynkowanych płaszczyzn z widocznymi detalami w formie obramień wokół okien i pasów wzdłuż ścian budynku”. Przed pastorówką rośnie pomnikowy dąb (obwód 350 cm).